# Solenopsis nicaeensis
Solenopsis nicaeensis es una especie de hormiga del género Solenopsis, subfamilia Myrmicinae.